# پارک ملی بلک ریور گورجس
پارک ملی بلک ریور گورگس (به لاتین: Black River Gorges National Park) یک پارک ملی در موریس است که در موریس واقع شده‌است.